# Зацепин, Эдуард Константинович
Эдуа́рд Константи́нович Заце́пин (27 апреля 1974, Мичуринск, Тамбовская область, СССР) — российский футболист, нападающий.

## Карьера
Футболом начинал заниматься в родном Мичуринске. Первый профессиональный контракт подписал с тамбовским «Спартаком». Отыграв в нём три года, перешёл в мордовскую «Светотехнику», за которую выступал до конца чемпионата 1997 года. В декабре подписал контракт с московским «Динамо», однако уже в начале года тренировался с сочинской «Жемчужиной», в которой в итоге и продолжил карьеру. Первый гол за сочинцев забил 18 апреля 1998 года на стадионе «Локомотив» в ворота московского «Спартака», которые защищал Александр Филимонов, отличившись на 31-й минуте и принеся своей команде ничью. Всего в составе «Жемчужины» провёл 43 игры в Высшем дивизионе.
По итогам сезона 1999 года «Жемчужина» заняла предпоследнее место и вылетела в Первый дивизион. У Зацепина были приглашения от воронежского «Факела», вышедшего в высший дивизион и от «Шинника». Зацепин перешёл в «Шинник», с тренером которой Александром Побегаловым был знаком. После «Шинника» выступал за липецкий «Металлург», астраханский «Волгарь-Газпром», «Лисму-Мордовию» и брянское «Динамо». Являясь лучшим бомбардиром команды, перешёл в клуб второго дивизиона «Содовик» Стерлитамак. Команда лидировала в первенстве 2004 года, однако в сентябре с неё было снято 57 очков, набранных в матчах, в которых принимал участие Звиад Джеладзе, российское гражданство которого было признано недействительным, и «Содовик» опустился на дно турнирной таблицы. В следующем сезоне клуб выиграл зону «Урал-Поволжье» и получил право выступать в первом дивизионе, а Зацепин с 36 мячами стал лучшим бомбардиром второго дивизиона.
В начале 2009 года находился на просмотре в казахстанском «Иртыше», с которым в итоге и подписал контракт. Вторую половину сезона провёл в белорусском «Витебске». 13 февраля 2011 года подписал контракт с курским «Авангардом». За клуб дебютировал 17 апреля в матче с «Губкином», заменив после перерыва Дмитрия Ахбу и не забив на 78-й минуте матча пенальти. 17 июня открыл счёт забитым мячам в составе «Авангарда». На 77-й минуте матча с белгородским «Салютом» вышел на поле, заменив Карена Саргсяна, а через 12 минут замкнул подачу с углового Дениса Синяева, установив окончательный счёт 2:0. 1 августа 2011 года был отзаявлен из состава «Авангарда».
Играл в Любительской футбольной лиге за клубы «Барс», «Москва», «Перспектива», «Сетунь 1960».

## Достижения

### Командные
- Победитель зоны «Урал-Поволжье» Второго дивизиона: 2005
- Победитель Кубка ПФЛ: 2005

### Личные
- Лучший бомбардир зоны «Центр» Второго дивизиона: 1997 (26 мячей)
- Лучший игрок зоны «Урал-Поволжье» Второго дивизиона: 2005
- Лучший бомбардир зоны «Урал-Поволжье» Второго дивизиона: 2005 (36 мячей)
- Лучший игрок Кубка ПФЛ: 2005
- Лучший бомбардир Кубка ПФЛ: 2005 (4 мяча)